# Era il giorno ch'al sol si scoloraro
Era il giorno ch'al sol si scoloraro è la terza lirica (RVF 3), nonché il sonetto III (3), del Canzoniere di Francesco Petrarca, nel quale per la prima volta l'autore racconta il suo primo incontro con Laura, della quale si innamora immediatamente grazie a un agguato metaforico da parte del dio dell'amore.
È considerato da una parte di critica complementare al sonetto precedente, Per fare una leggiadra sua vendetta (RVF 2), poiché Petrarca in entrambe le poesie parla della stessa esperienza, ma con due prospettive spazio-temporali diverse: l'RVF 2 fa uso del tempo circolare ed eterno del mito, mentre l'RVF 3 usa il tempo lineare e mortale del cristianesimo. Inoltre, nell'RVF 2 l'autore è preparato allo scontro con Amore; mentre nell'RFV 3 viene colto impreparato. Per queste ragioni, altri considerano la complementarità dei due sonetti più apparente che reale. In questo sonetto, inoltre, Laura viene invocata per la prima volta, anche se non viene nominata; mentre è assente nella lirica precedente.
Il sonetto è ambientato durante il Venerdì Santo, nella chiesa di S. Chiara ad Avignone, e narra dell'innamoramento fulmineo di Petrarca nei confronti di Laura, attraverso gli occhi, proprio nel momento di massima raccolta della cristianità, ossia durante l'anniversario della passione di Cristo. Data la situazione, a Petrarca non sembra il caso di stare in guardia contro gli attacchi di Amore; perciò questi ne approfitta per colpirlo indifeso con una sua saetta, mentre non mostra nemmeno l'arco a Laura che è ben difesa (riprendendo parzialmente il mito di Apollo e Dafne). Il poeta ne esce sconfitto e soffrirà perché il suo amore verso Laura non sarà corrisposto, versando lacrime dagli occhi sfruttati dal dio per colpirlo al cuore. Alla fine, l'autore propone la sua opinione sull'accaduto: il comportamento di Amore, date le condizioni, non è stato onorevole.

## Testo
| Testo | Parafrasi |
| --- | --- |
| Era il giorno ch’al sol si scoloraro per la pietà del suo Factore i rai, quando i’ fui preso, et non me ne guardai, ché i be’ vostr’occhi, donna, mi legaro. Tempo non mi parea da far riparo contra colpi d’Amor: però m’andai secur, senza sospetto; onde i miei guai nel commune dolor s’incominciaro. Trovommi Amor del tutto disarmato et aperta la via per gli occhi al core, che di lagrime son fatti uscio et varco: però, al mio parer, non li fu honore ferir me de saetta in quello stato, a voi armata non mostrar pur l’arco. | Era il giorno in cui al sole si oscurarono i raggi per la pietà verso il Creatore, quando io fui catturato (dall'amore), e non mi difesi, poiché i vostri occhi belli, donna, mi incatenarono. Non mi sembrava il caso di stare in guardia contro gli assalti di Amore (il dio dell'amore): perciò mi mossi sicuro, senza sospetto; così le mie sofferenze iniziarono durante il dolore collettivo. Amore mi trovò del tutto disarmato e (trovò) aperta la via per il cuore attraverso gli occhi, i quali sono diventati porta e passaggio di lacrime: perciò, secondo me, non fu onorevole per lui ferirmi con la freccia in quella condizione, e non mostrare neppure l'arco a Voi (che eravate) corazzata. |

## Analisi strutturale

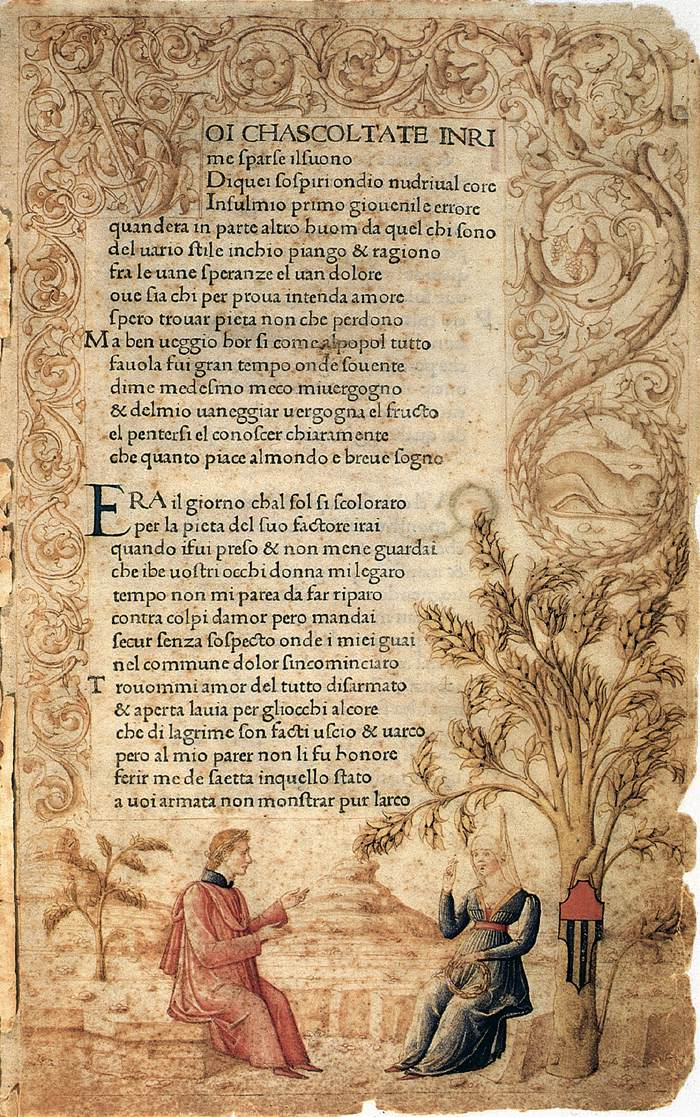
Altra versione miniata del Canzoniere, sempre del 1470 a cura di Vindelino da Spira, e illustrata da con i due sonetti, illustrata da Girolamo da Cremona, proprietà della Biblioteca Nazionale Marciana di Venezia.

Il sonetto è costituito da 14 versi, tutti in endecasillabi, divisi in quattro strofe: 2 quartine e 2 terzine. Le rime sono costruite secondo lo schema metrico ABBA, ABBA; CDE, DCE. A e D sono in assonanza, -aro/-ore, come pure C ed E, -ato/-arco.

### Figure retoriche
- la personificazione della parola "Amor" ai versi 6 e 9;
- un'allitterazione della "s" al verso 1: «sol si scoloraro»;
- un'allitterazione della "s" al verso 7: «secur, senza sospetto»;
- un'allitterazione della "m" ai versi 8–9: «commune dolor s’incominciaro/ Trovommi amor del tutto disarmato».
- una metonimia verso 7 la parola guai

## Analisi stilistica

### Il cambio della data
A differenza del sonetto precedente dove è usato il tempo circolare del mito, qui Petrarca fa uso del tempo lineare e sceglie un giorno preciso per raccontare l'avvenimento grazie ai primi due versi: «Era il giorno ch’al sol si scoloraro/ per la pietà del suo Factore i rai», rifacendosi al vangelo di San Luca, ossia il Venerdì Santo, che nel 1327 era il 10 aprile. Ciò va in contrasto con quanto l'autore afferma nel sonetto Voglia mi sprona, Amor mi guida et scorge con la seconda terzina: «Mille trecento ventisette, a punto / su l'ora prima, il dì sesto d'aprile, / nel laberinto intrai, né veggio ond'esca», riferendosi al 6 aprile 1327 che era un lunedì, e non il venerdì del 10 aprile. Petrarca riporta la data del 6 aprile anche nella nota autografa sul Virgilio Ambrosiano in occasione della morte della donna avvenuta lo stesso giorno del 1348 (con in più l'indicazione del luogo, "in ecclesia sancte Clare Avinione"). Evidentemente non si tratta di una svista dell'autore, ma di una licenza poetica per motivi simbolici: Petrarca deve avere modificato leggermente la realtà dei fatti, facendo finta di aver conosciuto Laura di venerdì, affinché possa avvenire il parallelismo tra la passione di Cristo e la passione d'amore del poeta, temi sovrapponibili. Tutto ciò ha fatto anche supporre che nel Medioevo la passione di Cristo fosse commemorata in un giorno fisso coincidente con l'anniversario "storico", ipotesi sulla quale però non ci sono altre conferme.

### I contrasti
La scelta simbolica del Venerdì Santo serve a creare una serie di analogie e di corrispondenze:

#### Il contrasto e il parallelismo fra le due passioni
Nel sonetto si parla di due grandi passioni: quella di Cristo che sacrifica sé stesso per l'intera umanità, oltre al popolo cristiano che soffre nel tempus lugendi per la morte del Cristo; e quella di Petrarca che si innamora di una creatura mortale, nel momento di massima compassione e disperazione cristiana, tradendo Dio.

#### Il contrasto fra i due soli
Petrarca fa oscurare il sole e, con esso, mette in secondo piano Cristo: il sole oscurato serve a ricordare le tre del pomeriggio, ora in cui Cristo morì sulla croce. Messo da parte Cristo, emerge l'epifania di Laura, che brilla di luce propria e irradia una luce accecante per il poeta. Così per Petrarca questo secondo sole è più importante: si tratta di un'esperienza individuale, ma in realtà cela una dimensione universale, perché il tema dell'innamoramento riguarda l'intera umanità.

### L'uso del linguaggio militare
Come nel sonetto precedente, anche qui Petrarca fa uso del linguaggio militare, descrivendo il tema dell'innamoramento quasi come una violenza.
L'autore utilizza:
- «Quando i’ fui preso, et non me ne guardai,/ ché i be’ vostr’occhi, donna, mi legaro» per intendere che viene fatto prigioniero dalla bellezza degli occhi della donna mentre non prestava attenzione. Il poeta indifeso subisce, quindi, una violenza metaforica da parte di Laura o, più precisamente, del dio dell'amore.
- «Tempo non mi parea da far riparo/ contra colpi d’Amor» per intendere che, a causa del carattere luttuoso della giornata, non era un momento adatto per innamorarsi, e quindi stare in guardia contro gli assalti del dio dell'amore.
- «Trovommi Amor del tutto disarmato» per intendere che il dio dell'amore lo trova completamente privo di corazza, perché l'autore ha la guardia abbassata; e quindi la via che porta dagli occhi del poeta al cuore è facilmente percorribile dall'amore («et aperta la via per gli occhi al core»).
- «Però, al mio parer, non li fu honore/ ferir me de saetta in quello stato,/ a voi armata non mostrar pur l’arco» per formulare la sua conclusione, dicendo che non ha fatto sicuramente onore (honore è un termine che ha a che fare coi soldati) al dio dell'amore comportarsi in questo modo: perché questi ha ferito il poeta con una sua saetta a tradimento (rifacendosi alla raffigurazione classica di Cupido) in quella precisa condizione di preghiera, mentre — per antitesi — non si è nemmeno occupato di mostrare l'arco a Laura la quale era ben protetta.

### Gli stilemi

#### Gli occhi
Petrarca nei versi 4 e 10 utilizza il topos degli occhi, come da tradizione delle maggiori scuole poetiche europee medievali: anche qui l'amore segue il percorso dello sguardo per entrare nel cuore. Già in questa poesia (una delle prime del Canzoniere) Petrarca ci fa capire che l'amore per Laura non andrà a buon fine: gli occhi del poeta, come si apprende dal verso 11 («che di lagrime son fatti uscio et varco»), saranno la porta per un fiume di lacrime; e quindi ciò che prova il poeta sarà un amore di sofferenza e non corrisposto.

#### Gli stilemi danteschi
Con «però m’andai/ secur, senza sospetto» Petrarca si rifà al quinto canto della Divina Commedia di Dante: «soli eravamo e sanza alcun sospetto».
Inoltre, «i miei guai», che non significa problemi ma lamenti, è probabilmente un'altra citazione dantesca dai primi canti dell'inferno.

### La protesta finale
La “protesta” finale, affidata all'ultima terzina del sonetto, ha anch'essa una matrice classica negli Amores (I, 2, 22) dove Ovidio si lamenta d'essere stato sconfitto da Amore mentre egli era disarmato e indifeso.